# Гріх. Історія пристрасті
«Гріх. Історія пристрасті» — російський художній фільм 1993 року.

## Зміст
Неординарна історія кохання дівчини до священника. Він здається їй ідеальним чоловіком, сильним і непорочним. Та вона помиляється, і в об'єкта її мрій великий життєвий багаж гріхів. Насправді чоловік її мрії дуже далекий від того образу, до якого тягнеться її серце.

## Ролі
- Олександр Абдулов — монах Сергій.
- Андрій Ургант
- Ольга Понізова
- Ніна Русланова
- Валентин Никулін
- Сергій Селін
- Борис Клюєв